# فرودگاه داوین لیک
فرودگاه داوین لیک (به انگلیسی: Davin Lake Airport) یک فرودگاه خصوصی است که یک باند فرود ماسه دارد و طول باند آن ۵۳۹ متر است. این فرودگاه در کشور کانادا قرار دارد و در ارتفاع ۳۶۶ متری از سطح دریا واقع شده‌است.